# Мошна (Ополско войводство)
Вижте пояснителната страница за други значения на Мошна.
Мо̀шна (на полски: Moszna) е село в Южна Полша, Ополско войводство, Крапковишки окръг, община Стшелечки. Според Полската статистическа служба към 31 декември 2009 г. селото има 357 жители.

## География

### Местоположение
Селото се намира в географския макрорегион Силезка равнина, който е част от Централноевропейската равнина. Разположено е край републикански път , на 6 км източно от общинския център село Стжелечки.

## Инфраструктура
Селото е електрифицирано, има телефон и канализация. В Мошна се намира библиотека, поща, пожарна команда. В 2002 г. от общо 134 обитавани жилища – снабдени с топла вода (118 жилища), с газ (88 жилища), самостоятелен санитарен възел (126 жилища); 4 жилища имат площ под 30 m², 4 жилища 30 – 39 m², 7 жилища 40 – 49 m², 16 жилища 50 – 59 m², 44 жилища 60 – 79 m², 18 жилища 80 – 99 m², 17 жилища 100 – 119 m², 24 жилища над 119 m².

## Забележителности
В Регистърът на недвижимите паметници на Националния институт за наследството са вписани:
- Дворцов комплекс от XVIII–XX век
  - Дворец
  - Конюшня
  - Парк
- Къша на ул. Вейска 22